# Annemarie Häberlin
Annemarie Häberlin (* 21. November 1917 in Bern; † 1996) war eine Schweizer Psychologin.

## Leben
Annemarie Häberlin war Tochter der Malerin Henriette Paula Häberlin und deren Ehemann Paul Häberlin. Ab 1922 wuchs sie in Basel auf. Sie promovierte in Psychologie und arbeitete als Kranken- und Psychiatriepflegerin, als Erziehungsberaterin und als Seminar- und Schwesternschullehrerin für Psychologie und Pädagogik in Thun und Bern. Später wurde sie Leiterin des Schweizerischen Landesverbandes für Tanz und Gymnastik und wirkte bei der kulturellen Stiftung „Lucerna“ mit.
In ihrem Privatarchiv im Archiv zur Geschichte der schweizerischen Frauenbewegung befinden sich ihre Reiseberichte, Zeitungsartikel, Referatsmanuskripte, Publikationen und Korrespondenz, insbesondere aus Praxis- und Erziehungsberatungstätigkeit.